# Gareth Davis

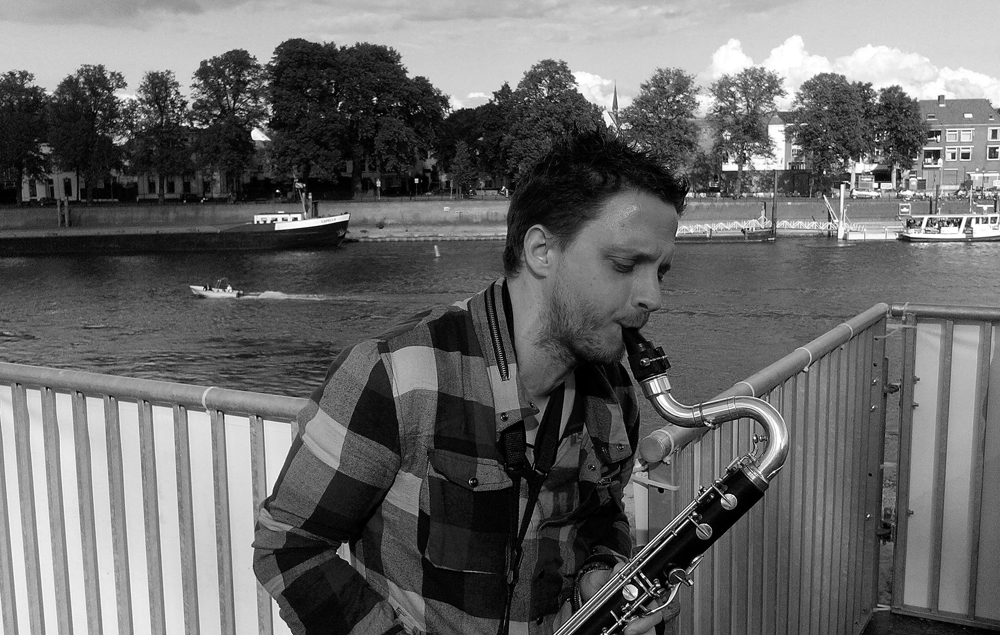
Gareth Davis, 2015

Gareth Davis (* 1979 in London) ist ein britischer Musiker (Klarinette, Bassklarinette), der im Bereich klassischer Musik und genreübergreifend tätig ist.

## Leben und Wirken
Davis wurde als Jugendlicher durch einen Secondhandplattenladen und seine dortigen Funde in seinem Musikgeschmack beeinflusst. Daraus folgten letztlich Aktivitäten von der Klangkunst und zeitgenössischer klassischer Musik bis hin zu Rockmusik, Improvisation und Noise. Er studierte bei Antony Pay und Roger Heaton in London und anschließend bei Harry Sparnaay in Amsterdam. Auf Einladung von Alain Meunier erhielt er ein Stipendium an der Accademia Chigiana di Siena und studierte Kammermusik bei Yuri Bashmit, Katia Labèque, Mario Brunello und Luciano Berio.
Davis spielte in Orchestern und Ensembles wie der London Sinfonietta, dem Asko/Schönberg Ensemble, dem Niederländischen Rundfunkorchester und Sinfonia 21 unter der Leitung von Riccardo Chailly, Simon Rattle, Diego Masson, Gregory Rose und Roger Norington. Als Interpret hat er sich intensiv mit Neuer Musik befasst; Komponisten wie Salvatore Sciarrino, Jonathan Harvey, Toshio Hosokawa, Helmut Lachenmann, Gavin Bryars, Peter Eötvös und Misato Mochizuki schrieben Werke für ihn. Er trat auf Festivals wie Wittener Tage für neue Kammermusik, Holland Festival, Ultima Oslo oder Biennale di Venezia auf. Weiterhin kam es zur Zusammenarbeit bei der Uraufführung neu geschriebener Stücke mit Komponisten wie Bernhard Lang, Peter Ablinger und Michael Mantler sowie zur Arbeit als Solist mit einerseits sinfonischen Orchestern wie dem SWR Symphonieorchester, den Warschauer Philharmonikern und dem Orquesta de la Comunidad de Madrid, andererseits kammermusikalischen Formationen wie den Neuen Vocalsolisten und dem Arditti Quartett sowie mit Improvisationsmusikern wie Elliott Sharp, Frances-Marie Uitti, Robin Rimbaud und Merzbow. Außerdem entstanden gemeinsame Multimediawerke mit Künstlern wie Christian Marclay und Peter Greenaway.
Davis lebt in Amsterdam.

## Diskographische Hinweise
- Gareth Davis & Martin Stig Andersen: Rabbit at the Airport III (Usagi 2008)
- Daniel Biro, Gareth Davis: A Still Thin Sound (Sargasso 2009)
- Gareth Davis & Elliott Sharp: Canephora (Nuun Records 2011)
- Gareth Davis, Leo Fabriek, Thomas Cruijsen: Mere (Gizeh Records 2012)[4]
- Gareth Davis & Merzbow: Broken Landscapes (Moving Furniture Records 2020)
- Standards (of Sorts) (Machinefabriek 2022)
- Gareth Davis, Exaudi Vocal Ensemble, Fumio Yasuda: Ekecheiria (For Voices and Bass Clarinet) (Winter & Winter 2023)